# Абу Мусаб ел Заркави
Абу Мусаб ел Заркави (арап. ابو مصعب الزرقاوي; рођен 30. октобра 1966 — 7. јун 2006) је био јордански терориста. Осуђени убица, Заркави је био лидер Ал Каиде у Ираку. У многим видео-тракама он је признао убиства цивила и узимање талаца. Међу многим чиновима насиља које је починио, најпознатији је по обезглављивању талаца у Ираку.
Ел Заркави се сматра заслужним за подстицање секташког насиља у Ираку, односно кориштење бомбаша-самоубица против шиитских цивила у Ираку у настојању да се изазове одмазда према сунитима, односно грађански рат и тако потпуно дестабилизира проамеричка влада у Ираку.
Сједињене Америчке Државе нудиле су 25 милиона долара за сваку информацију која би водила до његовог хапшења.

## Смрт
Ел Заркави је убијен 7. јуна 2006. у прецизном ваздушном нападу америчких авиона на његово скровиште, 8 km северно од ирачког града Бакубе.